# Götterdämmerung (альбом)
| Оценки критиков | Оценки критиков |
| Источник        | Оценка          |
| --------------- | --------------- |
| Metal.de        | [ 2 ]           |

Götterdämmerung — седьмой студийный альбом немецкой индастриал-метал группы Megaherz, выпущенный 20 января 2012 года на звукозаписывающем лейбле ZYX Music. Первый альбом с новым гитаристом группы, Кристофом Клинке (нем. Christoph Klinke).

## Список композиций[1]
| №                   | Название                                                            | Длительность |
| ------------------- | ------------------------------------------------------------------- | ------------ |
| 1.                  | «Jagdzeit ("Hunting Time")»                                         | 4:18         |
| 2.                  | «Heute Nacht ("Tonight")»                                           | 5:43         |
| 3.                  | «Keine Zeit ("No Time")»                                            | 3:53         |
| 4.                  | «Das Licht am Ende der Welt ("The Light at the Edge of the World")» | 4:33         |
| 5.                  | «Rabenvater ("Cruel Father")»                                       | 3:58         |
| 6.                  | «Prellbock ("Buffer")»                                              | 4:12         |
| 7.                  | «Mann im Mond ("Man in the Moon")»                                  | 5:16         |
| 8.                  | «Feindbild ("Bogeyman")»                                            | 4:44         |
| 9.                  | «Herz aus Gold ("Heart of Gold")»                                   | 5:51         |
| 10.                 | «Abendstern ("Evening Star")»                                       | 3:45         |
| 11.                 | «Kopf oder Zahl ("Heads or Tails")»                                 | 4:06         |
| Общая длительность: | Общая длительность:                                                 | 49:59        |

## Участники записи

### Состав группы[3]
- Alexander «Lex» Wohnhaas — вокал
- Werner «Wenz» Weninger — бас-гитара
- Jürgen «Bam Bam» Wiehler — ударные
- Christian «X-TI» Bystron — ритм-гитара
- Christoph «Chris» Klinke — ритм-гитара

## Позиции в чартах
| Чарт (2012)                   | Наивысшая позиция |
| ----------------------------- | ----------------- |
| Германия (Offizielle Top 100) | 19                |